# Monaster Devič
Monaster Devič – pierwotnie męski, obecnie żeński klasztor prawosławny na terytorium Kosowa, w pobliżu miasta Srbica, w jurysdykcji eparchii raszko-prizreńskiej Serbskiego Kościoła Prawosławnego.
Założycielem monasteru był święty mnich Joannicjusz z Deviča, który wzniósł pierwsze budynki sakralne w I poł. XV wieku. Fundatorem obecnego kompleksu budynków monasterskich był według tradycji Đurađ Branković, który pragnął poprzez wzniesienie klasztoru upamiętnić swoją zmarłą córkę. Jego syn Grgur podarował w 1458 dzwon dla monasteru. Według opisu tureckiego z 1455 klasztor nosił wezwanie Wprowadzenia Matki Bożej do Świątyni i był zamieszkiwany przez mnichów. Wkrótce później Turcy zniszczyli jednak monaster; odrodzenie życia monastycznego w tym miejscu miało miejsce dopiero w 1557. W 1578 odnowiono cerkiew klasztorną z grobowcem św. Joannicjusza i wykonano w niej nowe freski.
W czasie II wojny światowej monaster został spalony przez Albańczyków. W czasie napadu na klasztor zamordowany został jego przełożony Damaskin (Bošković).
W 1947 rozpoczęta została odbudowa klasztoru. Od 1954 ponownie był on czynnym monasterem, zamieszkiwanym przez żeńską wspólnotę monastyczną. W 1974 mniszki z monasteru Ćelije i Milan Milošević wykonali dla niego nowy ikonostas – z wcześniejszego przetrwały jedynie królewskie wrota.
W czasie wojny w Kosowie miejscowi Albańczycy wielokrotnie grozili, iż mają zamiar zniszczyć klasztor. Po zakończeniu działań wojennych i wycofaniu się jednostek serbskich z Kosowa w czerwcu 1999 Albańczycy napadli na monaster, sprofanowali nagrobek św. Joannicjusza i przez trzy dni więzili mniszki oraz ich kapelana, hieromnicha Serafina. Zakonnice i mnich zostali uwolnieni przez francuskich żołnierzy KFOR, którzy objęli monaster ochroną. Według informacji CNN, klasztor został napadnięty przez oddział Armii Wyzwolenia Kosowa, którego żołnierze zgwałcili jedną z mniszek, zniszczyli wyposażenie cerkwi klasztornej oraz obrabowali monaster.
W czasie zamieszek antyserbskich w marcu 2004 monaster został otoczony przez 1000 uzbrojonych Albańczyków. Siły KFOR ewakuowały wówczas z niego mniszki. Po odejściu eskorty klasztor został podpalony. Po zniszczeniach z marca 2004 został ponownie odbudowany.
Obiekt jest wpisany na listę zabytków Serbii o szczególnym znaczeniu.